# Kantstipspanner
De kantstipspanner (Scopula ornata) is een nachtvlinder uit de familie van de spanners (Geometridae).

## Kenmerken
De voorvleugellengte is 12 tot 13 mm. De vleugels zijn wit met een middenstip en een overwegend crèmekleurige zoom met daarin op elke vleugel twee bruine vlekken, begrensd door een golvende zwarte lijn, die bij de bruine vlekken duidelijk donkerder is.

## Waardplanten
De kantstipspanner gebruikt kruidachtige planten, en dan vooral tijm, als waardplanten. De rups is geheel het jaar te vinden en overwintert.

## Voorkomen
De soort komt verspreid over Europa, Noord-Afrika en het Nabije Oosten voor.

### Nederland en België
De kantstipspanner is in Nederland en België een zeldzame soort, die alleen in de duinen tussen Egmond en Bloemendaal meer voorkomt. De vlinder kent jaarlijks twee generaties die vliegen van halverwege mei tot in augustus.